# Джидинський ВТТ
Джидинський ВТТ (рос. ДЖИДИНСКИЙ ИТЛ, Джидинлаг, Джидлаг) — підрозділ, що діяв у системі виправно-трудових установ СРСР.
Організований 13.02.41; 

закритий 26.01.49 (перейменований в ТВ УВТТК МВС Бурят-Монгольської АРСР)

## Підпорядкування і дислокація
- ГУЛГМП з 13.02.41;
- УВТТК МВС Бурят-Монгольської АРСР з 24.09.45.

Дислокація: Бурят-Монгольська АРСР, с. Джидастрой Закаменського аймака;

Закаменський р-н, с. Городок Джидастрой

## Виконувані роботи
- випуск молібденового і вольфрамового концентрату на Джидинському комбінаті (включав рудник «Холтосон», копальні «Інкур», «Гуржірка» і «Іванівський», збагачувальну ф-ку, Булуктаєвське родовище молібдену і вольфраму, Баянгольске вугільне родовище),
- геологічна розвідка, проходка штолень, будівництво нової збагачувальної фабрики і розширення старої,
- будівництво вузькоколійної залізниці Баянгол — сел. Джидастрой,
- будівництво автодороги від ст. Джида до будівельного майданчика (220 км);
- підсобні с/г роботи (11.09.42)

## Чисельність з/к
- 01.07.41 — 7435;
- 01.01.42 — 9753;
- 01.07.42 — 7671,
- 01.01.43 — 6396;
- 01.01.44 — 8196,
- 01.45 — 9393,
- 01.01.47 — 4788